# Arisaema yunnanense
Arisaema yunnanense är en kallaväxtart som beskrevs av Samuel Buchet. Arisaema yunnanense ingår i släktet Arisaema och familjen kallaväxter. Inga underarter finns listade.